# Jakob Alder
Jakob Alder (* 23. Mai 1915 bei Hundwil; † 6. April 2004), genannt Alders Jock, war ein schweizerischer Komponist und Volksmusikant aus Hundwil im Kanton Appenzell Ausserrhoden. Seine Musikinstrumente waren eine Geige und ein Hackbrett.
Er entstammte der berühmten Musikantenfamilie Alder aus Urnäsch; sein Grossvater war der bekannte Johannes Alder. Jakob wuchs auf dem elterlichen Bauernhof in Hundwil auf. Im Keller stand ein Handwebstuhl, an dem der Jüngling das Weben erlernte, das später zu seiner hauptberuflichen Arbeit wurde. Er war auch Knecht und später freier Aussendienstmitarbeiter einer Weinkellerei. Er komponierte Musikstücke, die sich zuletzt auf rund 150 Titel beliefen. 1934–1947 spielte Alders Jock in der vom Grossvater 1884 gegründeten Streichmusik. Allerdings gab es einen internen Streit um den Eintrag im Telefonbuch, so dass sich Jakob Alder von seiner Stammformation trennte und fortan in verschiedenen Streichmusiken mitspielte, darunter auch der Streichmusik Edelweiss. Neben dem Hauptinstrument, der Geige, spielte er auch Akkordeon, Cello und Klavier. In der Harmoniemusik Hundwil erlernte er das Spiel auf verschiedenen Blechblasinstrumenten.
Am 2. Eidgenössischen Ländler-Musikfest trat er mit seiner Original Appenzeller Streichmusik Jakob Alder, Hundwil auf und stellte mit dem von ihm komponierten Polka-Rheinländer Klänge aus Hundwil einen der 20 Siegertitel.